# 洛瓦特拉
洛瓦特拉（西班牙語：Lobatera），是委內瑞拉的城鎮，位於該國西南部塔奇拉州，是洛瓦特拉市的首府，始建於1593年，海拔高度968米，鎮上的墳場在1849年開始使用，2004年人口6,500。